# Le Diable (film, 1972)
Pour les articles homonymes, voir Le Diable.
Pour plus de détails, voir Fiche technique et Distribution.
Le Diable (Diabeł) est un film polonais réalisé par Andrzej Żuławski, réalisé en 1972. Le film est censuré en Pologne jusqu'en 1988.

## Synopsis
Durant l'invasion prussienne de la Pologne en 1793, Jakub, un jeune noble polonais est sauvé de l'emprisonnement par un étranger. Parcourant le pays avec son sauveur, Jakub est témoin du chaos ambiant. Devenu dément à cause de cela, il commet de nombreux crimes atroces.

## Fiche technique
- Titre original : Diabeł
- Titre français : Le Diable
- Réalisation : Andrzej Żuławski
- Scénario : Andrzej Żuławski
- Pays d'origine : Pologne
- Format : Couleurs - 35 mm - Mono
- Genre : drame, horreur
- Durée : 119 minutes
- Date de sortie : 1972

## Distribution
- Leszek Teleszynski : Jakub
- Wojciech Pszoniak : l'étranger
- Małgorzata Braunek : la mariée
- Michal Grudzinski : Ezechiel
- Iga Mayr : la mère de Jakub
- Bozena Miefiodow : Turks
- Anna Parzonka : la sœur de Jakub

## Production et diffusion
Le Diable est le deuxième long-métrage d'Andrzej Zulawski, après La Troisième Partie de la nuit, œuvre lancée en 1971 et se déroulant durant la deuxième guerre mondiale.  En raison de son extrême violence, Le Diable est interdit par les autorités polonaises. C'est donc en France que Zulawski tournera son film suivant, L'important c'est d'aimer.  